# Such Pretty Forks in the Road
Such Pretty Forks in the Road é o nono álbum de estúdio da cantora e compositora canadense-americana Alanis Morissette, lançado em 31 de julho de 2020, pelas gravadoras Epiphany Music e Thirty Tigers. Esse é o primeiro álbum de estúdio de Morissette em oito anos, após Havoc and Bright Lights (2012). O álbum foi precedido pelos singles "Reasons I Drink" e " Smiling ", sendo esta última uma nova música escrita para o musical Jagged Little Pill. 

## Antecedentes
Morissette começou a trabalhar no álbum desde pelo menos meados de 2017. Em agosto de 2017, no podcast de Anna Faris, Unqualified, Morissette revelou o nome de uma nova música chamada "Reckoning". Ela descreveu essa música como "q queda do patriarcado" e disse que era em referência ao seu dia no tribunal em relação ao julgamento no qual outros foram acusados de desviar dinheiro dela.   No início de outubro de 2017, em seu próprio podcast Conversation with Alanis Morissette, ela detalhou uma nova música chamada "Diagnosis",  na qual ela descreve a depressão pós-parto e como se sentiu melhor quando soube o que estava acontecendo. Mais tarde naquele mês, no tributo ao Linkin Park and Friends – Celebrate Life in Honor of Chester Bennington, Alanis foi convidada para tocar " Castle of Glass " e uma nova música dela chamada "Rest". Ela disse que estava trabalhando com Mike Farrell e escrevendo novas demos. 
Em março de 2018, Alanis compartilhou outra nova música do álbum chamada "Ablaze", dedicada aos seus filhos.  Em agosto de 2018, na sessão de domingo de Laura Whitmore na BBC Radio 5 Live, ela afirmou que o novo álbum seria um "disco de piano" e que "Rest" seria o corte final. 
Em agosto de 2019, Morissette revelou que estava trabalhando com Alex Hope e Catherine Marks em seu até então, disco sem título.  Ela anunciou o álbum em dezembro de 2019, também estreando "Reasons I Drink" e a música "Smiling" durante uma apresentação no Apollo Theatre, em Nova York, em 2 de dezembro, descrito como "sanguinário" por Suzy Exposito de Rolling Stone . 
Em 16 de abril de 2020, Alanis anunciou que o álbum seria adiado para uma data posterior a partir da data de lançamento inicial de 1º de maio de 2020, devido à pandemia do COVID-19, e anunciou que "Diagnosis" seria lançado como terceiro single. em 24 de abril de 2020. 

## Promoção
Alanis estava se programando para embarcar em uma turnê mundial pelo 25º aniversário de seu álbum de 1995, Jagged Little Pill, em junho de 2020, durante o qual ela tocaria músicas de toda a sua carreira, incluindo músicas de Such Pretty Forks in the Road . Em maio de 2020, a turnê foi adiada para o verão de 2021 devido a preocupações com coronavírus 

## Lista de músicas
Todas as faixas escritas e compostas por Alanis Morissette e Michael Farrell. 
| N.º            | Título                | Produtor(es)    | Duração |  |
| 1.             | "Smiling"             | Alex Hope       | 4:17    |  |
| 2.             | "Ablaze"              | Hope            | 3:57    |  |
| 3.             | "Reasons I Drink"     | Hope            | 3:36    |  |
| 4.             | "Diagnosis"           | Hope            | 4:49    |  |
| 5.             | "Missing the Miracle" | Catherine Marks | 3:33    |  |
| 6.             | "Losing the Plot"     | Hope            | 3:57    |  |
| 7.             | "Reckoning"           | Marks           | 3:30    |  |
| 8.             | "Sandbox Love"        | Marks           | 4:12    |  |
| 9.             | "Her"                 | Marks           | 4:10    |  |
| 10.            | "Nemesis"             | Marks           | 5:56    |  |
| 11.            | "Pedestal"            | Marks           | 4:08    |  |
| Duração total: | Duração total:        | Duração total:  | 46:03   |  |

## Histórico de lançamentos
| Região | Encontro               | Formato                    | Rótulo                 | Ref.          |
| ------ | ---------------------- | -------------------------- | ---------------------- | ------------- |
| Vários | 31 de julho de 2020    | CD Disco de vinil          | Epiphany Thirty Tigers | [ 14 ] [ 15 ] |
| Vários | 18 de setembro de 2020 | Download digital streaming | Epiphany Thirty Tigers | [ 16 ]        |